# Andile Dlamini
Andile Dlamini (Joanesburgo, 2 de setembro de 1992) é uma futebolista profissional sul-africana que atua como goleira.

## Carreira
Andile Dlamini fez parte do elenco da Seleção Sul-Africana de Futebol Feminino, nas Olimpíadas de 2016. 